# 坪井康晴
坪井 康晴（つぼい やすはる、1977年10月7日 - ）は、静岡県浜松市出身の競艇選手。登録番号3959。身長165cm。血液型O型。82期。静岡支部所属。

## 来歴
- 静岡県浜松市在住。静岡県立浜松城北工業高等学校卒業。
- 1998年5月8日、地元浜名湖競艇場で開催された「一般競走」3Rでデビュー（3着）。[1]
- 2000年10月、徳山競艇場で初優勝（節間7戦5勝）。
- 2003年は一般戦6優勝。同年11月のびわこ競艇場・競艇王チャレンジカップでSG初出場（準優5着）も果たし、12月の住之江競艇場・賞金王シリーズ戦でも準優5着など、この年は年間110勝し、「平成15年最多勝利選手」の表彰を受けた。
- 2005年、津競艇場・第50回東海地区選手権でG1初優勝。
- 2006年6月、地元の浜名湖競艇場・第16回グランドチャンピオン決定戦競走でSG初優勝。
- 2006年7月、徳山競艇場・周年記念競走で2度目のG1優勝。
- 2007年8月、大村競艇場・G2競艇祭で優勝し、びわこ競艇場・秩父宮妃記念杯競走（2005年に優勝）と合わせて年に2回（2007年当時）しか開催されないG2の両方を優勝という珍しい記録を達成した。

## 主なタイトル・表彰

### SG
- 第16回グランドチャンピオン決定戦（2006年・浜名湖競艇場）
- 第11回競艇王チャレンジカップ（2008年・浜名湖競艇場）
- 第51回総理大臣杯（2016年・平和島競艇場）

### GI
- 第50回東海地区選手権（2005年・津競艇場）
- 徳山53周年（2006年・徳山競艇場）
- 常滑55周年（2008年・常滑競艇場）
- 若松57周年（2009年・若松競艇場）
- モーターボート大賞（2009年・津競艇場）
- 福岡58周年（2011年・福岡競艇場）
- 福岡59周年（2012年・福岡競艇場）
- 江戸川59周年（2014年・江戸川競艇場）
- 宮島61周年（2015年・宮島競艇場）
- 三国64周年（2017年・三国競艇場）
- 住之江65周年 (2021年・住之江競艇場)

### GII
- 第49回秩父宮妃記念（2005年・びわこ競艇場）
- 第11回競艇祭（2007年・大村競艇場）

### 表彰
- 最多勝利選手（2003年・年間110勝）

## 人物・エピソード
- 静岡支部で同期の横澤剛治、菊地孝平とともに「静岡（遠州）三羽ガラス」と呼ばれている。プライベートでも仲が良く、結婚後も夫婦同士で遊びにいったりしている。坪井曰く、菊地は「面倒見が良く、行動派」、横澤は「ムードメーカー」との事。
- 競艇選手を志したのは、母が当時浜名湖競艇場で働いていた事と、高校の先輩の徳増秀樹が既に競艇選手としてデビューしていたことから興味を持った。
- 子供が4人いる。